# Chandra Cheeseborough
Chandra Danette Cheeseborough (Jacksonville, 10 de janeiro de 1959) é uma ex-velocista e campeã olímpica norte-americana.
Surgiu na cena internacional do atletismo quando, aos 16 anos, conquistou duas medalhas de ouro nos Jogos Pan-americanos de 1975 na Cidade do México, no 4x100 m e quebrando o recorde norte-americano para os 200 m, em 22,77s. Em 1976, aos 17 anos, quebrou o recorde americano júnior para os 100 m rasos, ficou em segundo nas seletivas olímpicas americanas e foi 6ª colocada nesta prova em Montreal 1976. Nos Jogos Pan-americanos de 1979 em San Juan de Porto Rico, voltou a ganhar outro ouro no revezamento 4x100 m.
Passando para os 400 m nos anos seguintes, no início de 1984 quebrou duas vezes o recorde nacional para a distância; em Los Angeles 1984 ficou com a medalha de prata nos 400 m – com o melhor tempo de sua carreira, 49,05s – e conquistou dois ouros no revezamento, primeiro no 4x100 m com Evelyn Ashford, Alice Brown e Jeanette Bolden e uma hora depois no 4x400 m com Valerie Brisco-Hooks, Lillie Leatherwood e Sherri Howard. Isto fez dela a primeira atleta a ganhar a medalha de ouro olímpica nos dois revezamentos.
Em Pequim 2008 ela foi a técnica das velocistas e barreiristas da equipe norte-americana e hoje continua trabalhando como técnica de atletismo.